# Josh Salatin
Josh Salatin (* 21. Juni 1987) ist ein US-amerikanischer Schauspieler und Synchronsprecher.

## Leben
Salatin wurde am 21. Juni 1987 geboren. Er absolvierte seine Schauspielausbildung am Neighborhood Playhouse School of the Theatre in New York City. 2013 debütierte er in Nebenrollen im Spielfilm Deep Powder und dem Kurzfilm Fort Apache. Außerdem war er in neun Episoden der Fernsehserie The Carrie Diaries in der Rolle des Simon Byrnes zu sehen und lieh seine Stimme verschiedenen Figuren im Videospiel Grand Theft Auto V. Es folgten 2014 die Darstellung des Lucas in der Fernsehserie The Following, eine Episodenrolle in der Fernsehserie Elementary, die Rolle des Chris im Spielfilm Two Night Stand sowie die größere Rolle des Derek Frehley im Fernsehfilm Wild Blue. 2015 folgte die Rolle des Michael Wasicsko in der Mini-Serie Show Me a Hero. Von 2016 bis 2017 stellte er die Rolle des Logan Jones in 26 Episoden der Fernsehserie Zoo dar. Nach der dritten Staffel wurde die Serie eingestellt. 2017 hatte er eine Episodenrolle in der Fernsehserie Blue Bloods – Crime Scene New York inne. 2018 folgten eine Rolle im Film High Resolution sowie die Mitwirkung in sieben Episoden der Fernsehserie One Dollar.

## Filmografie (Auswahl)
- 2013: Deep Powder
- 2013: Fort Apache (Kurzfilm)
- 2013: The Carrie Diaries (Fernsehserie, 9 Episoden)
- 2014: The Following (Fernsehserie, 3 Episoden)
- 2014: Elementary (Fernsehserie, Fernsehserie, Episode 2x21)
- 2014: Two Night Stand
- 2014: Wild Blue (Fernsehfilm)
- 2015: Show Me a Hero (Mini-Serie, 5 Episoden)
- 2016–2017: Zoo (Fernsehserie, 26 Episoden)
- 2017: Blue Bloods – Crime Scene New York (Fernsehserie, Fernsehserie, Episode 8x01)
- 2018: High Resolution
- 2018: One Dollar (Fernsehserie, 7 Episoden)

## Synchronisationen (Auswahl)
- 2013: Grand Theft Auto V (Videospiel)